# Kvanggetho kogurjói király
Kvanggetho (Gwanggaeto) (374 – 412) az ókori Kogurjo (Goguryeo) állam tizenkilencedik királya volt. Az ország az uralkodása alatt érte el fénykorát, hódításai miatt a posztumusz nevének jelentése „nagy területfoglaló”. A koreai királyok közül csak neki és Szedzsong (Sejong)nak adományozták a posztumusz tevang (daewang) („nagy király”) címet. Az ő és a fia uralkodása alatt Kogurjo (Goguryeo) uralta a Koreai-félsziget kétharmadát, Mandzsúriát, az orosz Tengermelléki határterület egy részét, és Belső-Mongólia Autonóm Terület egy részét is, ami példa nélküli a koreai történelemben.

## Élete
Kogugjang (Gogugyang) király fiaként született Ko Damdok (Go Damdeok) néven 374-ben és 17 évesen követte apját a trónon.
A mai Csian (Ji'an) városban található hét méter magas sztéléjének tanúsága szerint Kvanggetho (Gwanggaeto) elfoglalta a stratégiai Liaotung (Liaodong) erődöt 397-ben, majd 406-ra a teljes Liaotung (Liaodong)-területet az uralma alá hajtotta. 398-ban az északkeleti határoknál élő szusen (sushen) népet hódította meg, 396-ban bevette a meggyengülő Pekcse (Baekje) fővárosát és kiterjesztette országa határait délen a Han folyóig. 400-ban 50 000 fős sereggel segítette Silla harcát a Pekcse (Baekje), Kaja (Gaya) és a japánok elleni küzdelemben. 410-ben uralma alá hajtotta Tongbujót (Dongbuyeót), majd Mandzsúriát, aztán legyőzte a kitajokat és elfoglalta Belső-Mongólia Autonóm Terület egy részét. 38 évesen halt meg. Élete során 64 erődöt és 1400 falut vett be.
Ő volt az első koreai uralkodó, akinek volt uralkodási éra neve, ami korábban csak a kínai uralkodóknak járt ki.

## Hagyatéka
Kvanggetho (Gwanggaeto), valamint fia uralkodása idején Kogurjo (Goguryeo) uralta a Koreai-félsziget kétharmadát, Mandzsúriát, az orosz Tengermelléki határterület egy részét, és Belső-Mongólia Autonóm Terület egy részét is, ami példa nélküli a koreai történelemben. Éppen emiatt a koreai nép számára Kvanggetho (Gwanggaeto) a történelmük egyik legnagyobb királya.
A dél-koreai haditengerészet Daewoo Heavy Industries által gyártott Kvanggetho tevang osztályú rombolóit róla nevezték el.
A Nemzetközi Taekwondo-szövetség 39 mozdulatból álló formagyakorlatot nevezett el róla.
2007-ben az MBC televízió The Legend címmel vetített történelmi sorozatot, mely részben Kvanggetho (Gwanggaeto) életére és legendájára épül, 2011-ben pedig a KBS csatorna mutatta be a Gwanggaeto, The Great Conqueror című sorozatot.